# Vuelta Ciclista del Uruguay 1997

## Información
La 54ª edición de la Vuelta Ciclista del Uruguay, se disputó del 21 de marzo al 30 de marzo.

## Equipos y Ciclistas Participantes
| Nacional Uruguay | Caloi de San Pablo Brasil | Selección de Cuba Cuba |
| - 1. Milton Wynants - 2. Omar Cánepa - 3. Milton Castrillón - 4. Luis Huvatt - 5. Walter Marcel - 6. Mario Wynants     | - 7. Joel Cardoso - 8. José Dos Santos - 9. Marcio May - 10. Luciano Pagliarini - 11. Hernandes Quadri - 12. Daniel Rogelim   | - 13. Iván Domínguez - 14. Daniel Fuentes - 15. Giovanni Gutiérrez - 16. Ernesto Reyes - 17. Heriberto Rodríguez - 18. Ramiro Tapia               |
| España España | Estados Unidos Estados Unidos                                                                                                 | Ajax Uruguay |
| - 19. Jesús Cadena - 20. Patxi Erdoiza - 21. Iosu Erdoiza - 22. Diego Gómez - 23. Agustín Margalef - 24. Raúl Mena     | - 25. Tom Davis - 26. Cameron Hoffman - 27. Chris Mac Donald - 28. René Saenz - 29. Ryan Tye - 30. Kenny Zielinsky            | - 31. Luis Carballo - 32. Marcelo Carballo - 33. Oscar Labandera - 34. Daniel Machín                                                              |
| Alas Rojas de Montevideo Uruguay                                                                                       | Alas Rojas de Santa Lucía Uruguay                                                                                             | C.C. Carmelo Uruguay |
| - 37. Carlos Díaz - 38. Julio Olivera - 39. Paul Troncoso - 40. Roberto Zanelli                                        | - 43. Jorge Bravo - 45. Danny Giménez - 46. Javier Gómez - 47. Pablo González - 48. José María Orlando                        | - 49. Oscar Carossio - 50. William Carro - 51. Matías Medici - 52. Roberto Melogno                                                                |
| Cruz del Sur Uruguay                                                                                                   | España-La Paz Uruguay | Fénix Uruguay |
| - 55. Julio Acevedo - 56. Cono Barrios - 57. Eduardo Camarano - 58. Hernán Cline - 59. Harley Píriz - 60. Carlos Silva | - 61. César Berti - 62. Oscar Cáceres - 63. Eleno Rodríguez - 64. Ricardo Rodríguez - 65. Sergio Tesitore - 66. Daniel Vidart | - 67. Gregorio Bare - 68. Raúl Maldonado - 69. José Maneiro - 70. Federico Moreira - 71. Gerardo Romero - 72. Claudio Sanabria                    |
| Intrépido de Rocha Uruguay                                                                                             | Marconi Uruguay | Municipal de Rocha Uruguay |
| - 73. Mario Álvarez - 74. Daniel Emilio Asconeguy - 75. Jorge Tajam - 76. Carlos Villanueva                            | - 79. José Asconeguy - 80. Sergio Cúneo - 81. Ricardo Guedes - 82. William Mesa - 83. Jairo Novoa                             | - 85. Richard Cabral - 86. Carlos Giménez - 87. Eduardo Olivera - 88. Sergio Ossano - 89. Oscar Rivera                                            |
| Policial Uruguay | Punta del Este Uruguay | San Antonio de Florida Uruguay |
| - 91. Waldemar Carro - 92. Alejandro Leal - 93. Edgardo Lopardo - 94. Milton Luzardo - 95. Carlos Rivero               | - 97. Santiago Moyano - 98. Carlos Ramírez - 99. Javier Rodríguez - 100. Washington Silva                                     | - 103. Alejandro Blanco - 104. Cono Quijano - 105. Mario Quijano - 106. Pablo Russo - 107. Alfredo Vairo                                          |
| C.C. Sauce Uruguay | C.C. Sayago Uruguay | Tabaré Farías Uruguay |
| - 109. Daniel Baccino - 110. Ruben Baccino - 112. Primo Santi - 113. Juan Werner                                       | - 115. Sergio Arellano - 116. Adolfo Fernández - 117. Andrés Gerónimo - 118. Juan Uran                                        | - 121. Andrés Maizteguy - 122. Luis Alberto Martínez - 123. Federico Morales - 124. Raúl Sasso - 125. Walter Rafael Silva - 126. Juan Manuel Sosa |

## Etapas
| Etapa       | Fecha       | Recorrido             | Km       | Ganador de la etapa           | Líder de la clasificación general |
| Prólogo     | 20 de marzo | Montevideo            | 1,4      | Federico Moreira (Fénix)      | Federico Moreira                  |
| 1.ª etapa   | 21 de marzo | Pando-Minas-Maldonado | 186.5    | Milton Castrillón (Nacional)  | Federico Moreira                  |
| 2.ª etapa   | 22 de marzo | Maldonado-Rocha       | 142      | Claudio Sanabria (Fénix)      | Hernandes Quadri                  |
| 3.ª etapa   | 23 de marzo | Lascano-Melo          | 175.5    | José Maneiro (Fénix)          | Hernandes Quadri                  |
| 4.ª etapa   | 24 de marzo | Melo-Tacuarembó       | 189.5    | Gerardo Romero (Fénix)        | Hernándes Quadri                  |
| 5.ª etapa   | 25 de marzo | Rivera-Artigas        | 176.5    | Pablo Russo (San Antonio)     | Hernandes Quadri                  |
| 6.ª etapa   | 26 de marzo | Artigas-Salto         | 186.5    | Gregorio Bare (Fénix)         | Hernandes Quadri                  |
| 7.ª etapa a | 27 de marzo | Paysandú-Fray Bentos  | 123      | Iván Domínguez (Sel. de Cuba) | Hernandes Quadri                  |
| 7.ª etapa b | 27 de marzo | Fray Bentos-Mercedes  | 42 (CRI) | Federico Moreira (Fénix)      | Federico Moreira                  |
| 8.ª etapa   | 28 de marzo | Mercedes-Colonia      | 179      | Gregorio Bare (Fénix)         | Federico Moreira                  |
| 9.ª etapa   | 29 de marzo | Juan Lacaze-Trinidad  | 176      | José Maneiro (Fénix)          | Federico Moreira                  |
| 10.ª etapa  | 30 de marzo | Durazno-Montevideo    | 189      | Milton Wynants (Nacional)     | Federico Moreira                  |

## Clasificaciones finales
| \| 1. \| Federico Moreira \| Uruguay \| Fénix Uruguay \| 41h 06' 26s \| \| 2. \| Marcio May \| Brasil \| Caloi Brasil \| a 2' 07s \| \| 3. \| Hernandes Quadri \| Brasil \| Caloi Brasil \| a 2' 14s \| \| 4. \| César Berti \| Uruguay \| España-La Paz Uruguay \| a 2' 39s \| \| 5. \| Cono Barrios \| Uruguay \| Cruz del Sur Uruguay \| a 3' 34s \| \| 6. \| William Mesa \| Uruguay \| Marconi Uruguay \| a 5' 04s \| \| 7. \| Andrés Maizteguy \| Argentina \| Tabaré Farías Uruguay \| a 5' 20s \| \| 8. \| José Asconeguy \| Uruguay \| Marconi Uruguay \| a 5' 20s \| \| 9. \| Juan Manuel Sosa \| Argentina \| Tabaré Farías Uruguay \| a 5' 41s \| \| 10. \| Javier Gómez \| Argentina \| Alas Rojas Uruguay \| a 6' 21s \| \| 11. \| Primo Santi \| Uruguay \| C.c. Sauce Uruguay \| a 6' 39s \| \| 12. \| Federico Morales \| Uruguay \| Tabaré Farías Uruguay \| a 6' 54s \| \| 13. \| Raúl Sasso \| Uruguay \| Tabaré Farías Uruguay \| a 7' 16s \| \| 14. \| Luis Alberto Martínez \| Uruguay \| Tabaré Farías Uruguay \| a 7' 35s \| \| 15. \| Walter Rafael silva \| Uruguay \| Tabaré Farías Uruguay \| a 7' 42s \| \| 16. \| José Maneiro \| Uruguay \| Fénix Uruguay \| a 7' 53s \| \| 17. \| Jorge Bravo \| Uruguay \| Alas Rojas Uruguay \| a 8' 34s \| \| 18. \| Milton Castrillón \| Uruguay \| Nacional Uruguay \| a 9' 00s \| \| 19. \| Eduardo Camarano \| Uruguay \| Cruz del Sur Uruguay \| a 11' 03s \| \| 20. \| Daniel Vidart \| Uruguay \| España-La Paz Uruguay \| a 11' 35s \| |                       |           |                       |             |
| 1. | Federico Moreira      | Uruguay   | Fénix Uruguay         | 41h 06' 26s |
| 2. | Marcio May            | Brasil    | Caloi Brasil          | a 2' 07s    |
| 3. | Hernandes Quadri      | Brasil    | Caloi Brasil          | a 2' 14s    |
| 4. | César Berti           | Uruguay   | España-La Paz Uruguay | a 2' 39s    |
| 5. | Cono Barrios          | Uruguay   | Cruz del Sur Uruguay  | a 3' 34s    |
| 6. | William Mesa          | Uruguay   | Marconi Uruguay       | a 5' 04s    |
| 7. | Andrés Maizteguy      | Argentina | Tabaré Farías Uruguay | a 5' 20s    |
| 8. | José Asconeguy        | Uruguay   | Marconi Uruguay       | a 5' 20s    |
| 9. | Juan Manuel Sosa      | Argentina | Tabaré Farías Uruguay | a 5' 41s    |
| 10. | Javier Gómez          | Argentina | Alas Rojas Uruguay    | a 6' 21s    |
| 11. | Primo Santi           | Uruguay   | C.c. Sauce Uruguay    | a 6' 39s    |
| 12. | Federico Morales      | Uruguay   | Tabaré Farías Uruguay | a 6' 54s    |
| 13. | Raúl Sasso            | Uruguay   | Tabaré Farías Uruguay | a 7' 16s    |
| 14. | Luis Alberto Martínez | Uruguay   | Tabaré Farías Uruguay | a 7' 35s    |
| 15. | Walter Rafael silva   | Uruguay   | Tabaré Farías Uruguay | a 7' 42s    |
| 16. | José Maneiro          | Uruguay   | Fénix Uruguay         | a 7' 53s    |
| 17. | Jorge Bravo           | Uruguay   | Alas Rojas Uruguay    | a 8' 34s    |
| 18. | Milton Castrillón     | Uruguay   | Nacional Uruguay      | a 9' 00s    |
| 19. | Eduardo Camarano      | Uruguay   | Cruz del Sur Uruguay  | a 11' 03s   |
| 20. | Daniel Vidart         | Uruguay   | España-La Paz Uruguay | a 11' 35s   |

| \| 1. \| Hernán Cline \| Argentina \| Cruz del Sur \| 270 puntos \| \| 2. \| Gregorio Bare \| Uruguay \| Fénix \| 120 puntos \| \| 3. \| César Berti \| Uruguay \| España-La Paz \| 90 puntos \| |               |           |               |            |
| 1. | Hernán Cline  | Argentina | Cruz del Sur  | 270 puntos |
| 2. | Gregorio Bare | Uruguay   | Fénix         | 120 puntos |
| 3. | César Berti   | Uruguay   | España-La Paz | 90 puntos  |

| \| 1. \| Ricardo Guedes \| Uruguay \| Marconi \| 250 puntos \| \| 2. \| César Berti \| Uruguay \| España-La Paz \| 190 puntos \| \| 3. \| Cono Barrios \| Uruguay \| Cruz del Sur \| 130 puntos \| |                |         |               |            |
| 1. | Ricardo Guedes | Uruguay | Marconi       | 250 puntos |
| 2. | César Berti    | Uruguay | España-La Paz | 190 puntos |
| 3. | Cono Barrios   | Uruguay | Cruz del Sur  | 130 puntos |

| \| 1. \| Hernán Cline \| Argentina \| Cruz del Sur \| 380 puntos \| \| 2. \| Ricardo Guedes \| Uruguay \| Marconi \| 290 puntos \| \| 3. \| César Berti \| Uruguay \| España-La Paz \| 280 puntos \| |                |           |               |            |
| 1. | Hernán Cline   | Argentina | Cruz del Sur  | 380 puntos |
| 2. | Ricardo Guedes | Uruguay   | Marconi       | 290 puntos |
| 3. | César Berti    | Uruguay   | España-La Paz | 280 puntos |

| \| 1. \| Tabaré Farías \| Uruguay \| 120h 35' 20s \| \| 2. \| Fénix \| Uruguay \| a 1' 22s \| \| 3. \| Cruz del Sur \| Uruguay \| a 2' 40s \| \| 4. \| Marconi \| Uruguay \| a 5' 45s \| \| 5. \| Caloi \| Brasil \| a 7' 11s \| |               |         |              |
| 1. | Tabaré Farías | Uruguay | 120h 35' 20s |
| 2. | Fénix         | Uruguay | a 1' 22s     |
| 3. | Cruz del Sur  | Uruguay | a 2' 40s     |
| 4. | Marconi       | Uruguay | a 5' 45s     |
| 5. | Caloi         | Brasil  | a 7' 11s     |